# Boim (Lousada)
Boim is een plaats (freguesia) in de Portugese gemeente Lousada en telt 2262 inwoners (2001).